# Toni Geller

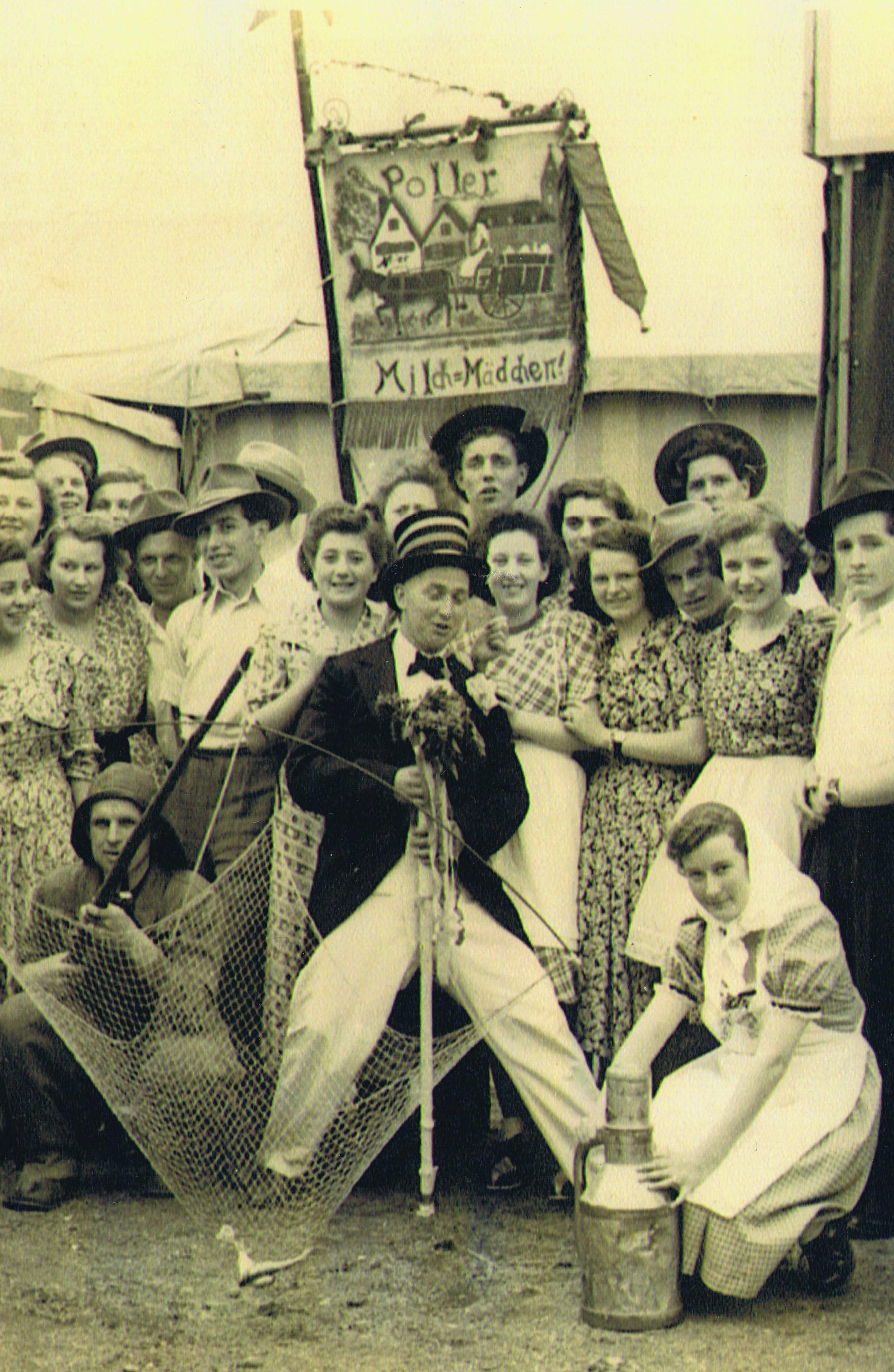
Toni Geller als Reihmeister im Poller Maigeloog, einem historischen Maiverein, um 1950

Toni Geller (* 6. Dezember 1924 in Köln; † 17. Januar 2012 ebenda) war ein bekannter und einer der beliebtesten Büttenredner im Kölner Karneval.

## Leben
Toni Geller wurde in Köln-Poll geboren. Am Ende des Zweiten Weltkriegs wurde er Soldat und geriet in russische Kriegsgefangenschaft, die er fünf Jahre in Sibirien verbrachte. 1949 gründete er zusammen mit einigen anderen den Poller Maiverein „Geloog“ neu, der seine Ursprünge im Mittelalter hat. Er wurde dort „Reihmeister“, d. h. Anführer bei den Feierlichkeiten im Mai. Durch einen Nachbarn, der auch Büttenredner war, trat er 1952 erstmals als „Ländlicher Wahlkandidat“ als Karnevalsredner auf. Weitere Rollen waren in den Anfangsjahren Auftritte als „Kanonier Knallkopp“, „Mamas Liebling“, „Wahlkandidat“ oder als „Weltverbesser“. 1962 trat Toni Geller erstmals als Führer der „Blauen Partei“ auf. Diese Figur stellte er von 1962 bis 1988 dar, von 1988 bis 1991 musste er aus gesundheitlichen Gründen pausieren. Geller trat von 1992 bis 1994 erneut auf. Nach 1994 war er nur noch zu besonderen Anlässen auf der Bühne.
Geller war einer der wenigen politischen Büttenredner Kölns. Er trug meist bei seinen Auftritten einen grauen Anzug mit passender Melone und einer blaue Schärpe mit dem Aufdruck „Blaue Partei“. Sein Slogan war: „Wir von der Blauen Partei versprechen nichts – aber das halten wir auch.“ Er hielt seine Reden in hochdeutsch.
Geller war verheiratet und hatte zwei Söhne, mit denen er ab 1963 in Köln-Dünnwald lebte.